# Miss America 2014
Miss America 2014, l'ottantasettesima edizione del concorso Miss America, si è tenuta presso il Boardwalk Hall ad Atlantic City, per la prima volta dal 2005 il 15 settembre 2013, tornando oltretutto ad essere trasmesso in settembre dopo nove anni.
Il programma è stato condotto da Chris Harrison e Lara Spencer e trasmesso dal vivo su ABC. La giuria del concorso è composta da: Deidre Downs Gunn, Carla Hall, Barbara Corcoran, Amar'e Stoudemire, Lance Bass, Joshua Bell e Mario Cantone.
Nina Davuluri, Miss New York 2013, è stata incoronata Miss America 2014.

## Piazzamenti
| Risultato finale  | Concorrente |
| ----------------- | --- |
| Miss America 2014 | - New York – Nina Davuluri |
| 1st runner-up     | - California – Crystal Lee |
| 2nd runner-up     | - Oklahoma – Kelsey Griswold |
| 3rd runner-up     | - Florida – Myrrhanda Jones |
| 4th runner-up     | - Minnesota – Rebecca Yeh |
| Top 10            | - Connecticut – Kaitlyn Tarpey - Georgia – Carly Mathis - Kansas – Theresa Vail - Maryland – Christina Denny - Texas – Ivana Hall |
| Top 12            | - Missouri – Shelby Ringdahl - Wisconsin – Paula Mae Kuiper                                                                       |
| Top 15            | - Arkansas – Amy Crain - Kentucky – Jenna Day - Mississippi – Chelsea Rick                                                        |

### Riconoscimenti speciali
| Riconoscimento           | Concorrente |
| ------------------------ | --- |
| Miss Lifestyle & Fitness | - Georgia – Carly Mathis - Mississippi – Chelsea Rick - Oklahoma – Kelsey Griswold |
| Miss Talent              | - Florida – Myrrhanda Jones - Minnesota – Rebecca Yeh - New Hampshire – Samantha Russo |
| Quality of Life Awards   | - Michigan – Haley Williams |
| America's Award          | - Kansas - Theresa Vail |
| Duke of Edinburgh Awards | - Alabama – Chandler Champion - California – Crystal Lee - Carolina del Nord – Johna Edmonds - Carolina del Sud – Brooke Mosteller - Colorado – Meg Kardos - Louisiana – Jaden Leach - Michigan – Haley Williams - Mississippi – Chelsea Rick - Nebraska – Jacee Pilkington - New Hampshire – Samantha Russo - Ohio – Heather Wells - Oklahoma – Kelsey Griswold - Pennsylvania – Annie Rosellini - Tennessee – Shelby Thompson - Virginia Occidentale – Miranda Harrison |
| Fourpoints Award         | - Idaho – Sarah Downs |
| Miracle Maker Award      | - Carolina del Sud – Brooke Mosteller |
| Miss Congeniality        | - Carolina del Sud – Brooke Mosteller - Utah – Ciera Pekarcik |
| Non-Finalist Interview   | - Nuovo Messico – Alexis Duprey |
| STEM Scholarship Awards  | - California – Crystal Lee - Mississippi – Chelsea Rick |

## Le concorrenti
- Alabama - Chandler Champion[5]
- Alaska - Michelle Taylor[6]
- Arizona - Jennifer Smestad[7]
- Arkansas - Amy Crain[8]
- California - Crystal Lee[9]
- Carolina del Nord - Johna Edmonds[10]
- Carolina del Sud - Brooke Mosteller[11]
- Colorado - Meg Kardos[12]
- Connecticut - Kaitlyn Tarpey[13]
- Dakota del Nord - Laura Harmon[14]
- Dakota del Sud - Tessa Dee[15]
- Delaware - Rebecca Jackson[16]
- Distretto di Columbia - Bindhu Pamarthi[17]
- Florida - Myrrhanda Jones[18]
- Georgia - Carly Mathis[19]
- Hawaii - Crystal Lee[20]
- Idaho - Sarah Downs[21]
- Illinois - Brittany Smith[22]
- Indiana - Terrin Thomas[23]
- Iowa - Nicole Kelly[24]
- Isole Vergini Americane - Ashley Massiah[25]
- Kansas - Theresa Vail[26]
- Kentucky - Jenna Day[27]
- Louisiana - Jaden Leach[28]
- Maine - Kristin Korda[29]
- Maryland - Christina Denny[30]
- Massachusetts - Amanda Narciso[31]
- Michigan - Haley Williams[32]
- Minnesota - Rebecca Yeh[33]
- Mississippi - Chelsea Rick[34]
- Missouri - Shelby Ringdahl[35]
- Montana - Sheridan Pope[36]
- Nebraska - Jacee Pilkington[37]
- Nevada - Diana Sweeney[38]
- New Hampshire - Samantha Russo[39]
- New Jersey - Cara McCollum[40]
- New York - Nina Davuluri[41]
- Nuovo Messico - Alexis Duprey[42]
- Ohio - Heather Wells[43]
- Oklahoma - Kelsey Griswold[44]
- Oregon - Allison Cook[45]
- Pennsylvania - Annie Rosellini[46]
- Porto Rico - Shenti Lauren[47]
- Rhode Island - Jessica Marfeo[48]
- Tennessee - Shelby Thompson[49]
- Texas - Ivana Hall[50]
- Utah - Ciera Pekarcik[51]
- Vermont - Jeanelle Achee[52]
- Virginia - Desiree Williams[53]
- Virginia Occidentale - Miranda Harrison[54]
- Washington - Reina Almon[55]
- Wisconsin - Paula Kuiper[56]
- Wyoming - Rebecca Podio[57]